# Ischnura aralensis
Ischnura aralensis là một loài chuồn chuồn kim trong họ Coenagrionidae.
Loài này được xếp vào nhóm loài sắp bị đe dọa trong sách Đỏ của IUCN năm 2007.
Ischnura aralensis được miêu tả khoa học năm 1979 bởi Haritonov.